# Jill Boon
Pour les articles homonymes, voir Boon.
Jill Boon (née le 13 mars 1987 à Uccle) est une joueuse belge de hockey sur gazon.

## Famille
Jill Boon est la sœur de Tom Boon, lui aussi hockeyeur de haut niveau.

## Club
Boon a commencé sa carrière au Royal White Star HC mais joue depuis 2008 au Royal Wellington THC. Depuis le début de la saison 2013-2014, Jill Boon joue au Oranje Zwart (NL). Actuellement, elle joue au Royal Racing Club de Bruxelles (Uccle).

## Équipe nationale
Jill Boon est une joueuse de l'équipe nationale belge, avec laquelle elle termine à la 5e place du Championnat d'Europe 2011. En mars 2012, elle participe à la victoire de la Belgique lors du tournoi qualificatif pour les Jeux Olympiques de Londres, à Kontich. Au mois d’août de la même année, elle devient à Londres la première hockeyeuse belge de l'histoire à inscrire un but lors de Jeux Olympiques, à l'occasion d'un match contre le Japon. Elle décroche avec la Belgique la 11e place du tournoi olympique. En 2013, elle se classe avec la Belgique à la 4e place du Championnat d'Europe.